# Курай Елга
Курай Елга (тат. Курайлы Елга) — деревня в Азнакаевском районе Республики Татарстан России. Входит в состав Сухояшского сельского поселения.

## География
Деревня находится на расстоянии примерно 17 километров (24 км по автодорогам) к северу от центра города Азнакаево, административного центра района, и в 3,8 км (5 км по автодорогам) к северо-западу от центра поселения, села Большой Сухояш, у истока речки Курайелга.

## История
Деревня основана в 1928 году переселенцами из села Большой Сухояш. Название произошло от татарского слова «курай» (курай, флейта; растение с полым стеблем) и гидрографического термина «елга» (река). С момента основания находилась в Бугульминском кантоне Татарской АССР. С 10 августа 1930 года — в Тумутукском районе, переименованном 20 октября 1931 года в Азнакаевский, с 10 февраля 1935 года — в Тумутукском (в 1948 году — в Сухояшском сельсовете), с 16 июля 1958 года — вновь в Азнакаевском районе (в 1963–65 годах — в Альметьевском сельском районе).

### Часовой пояс
Деревня Курай Елга, как и весь Татарстан, находится в часовой зоне МСК (московское время). Смещение применяемого времени относительно UTC составляет +3:00.

## Население
В 2002 году в деревне проживало 25 жителей (7 мужчин, 18 женщин).
В 2010 году — также 25 жителей (11 мужчин, 14 женщин).
| 1938 | 1949 | 1958 | 1970 | 1979 | 1989 | 2002 | 2010 |
| ---- | ---- | ---- | ---- | ---- | ---- | ---- | ---- |
| 212  | 165  | 138  | 147  | 81   | 29   | 25   | 25   |

Национальный состав
Согласно результатам переписи 2002 года, в национальной структуре населения татары составляли 92 %.

## Инфраструктура и улицы
В годы коллективизации здесь был организован колхоз «Курай Елга», в 1951 году вошедший в состав колхоза «Тырыш» села Большой Сухояш. В конце 1950-х годов работала начальная школа.
Деревня электрифицирована и газифицирована, есть кладбище. В деревне одна улица — Курай Елга.